# معادن فسفات اردن
معادن فسفات اردن (انگلیسی: Jordan Phosphate Mines) شرکت معدن اردنی است، که در سال ۱۹۵۳ تأسیس شد.